# Marina Daunia
Marina Daunia, talvolta accreditata come Marina D'Aunia, pseudonimo di Marina Di Leo (Verona, 2 giugno 1947), è un'attrice italiana che ha avuto un periodo di breve notorietà nella seconda metà degli anni settanta interpretando vari film di genere.

## Biografia
Nata a Verona, la sua filmografia consta di una manciata di titoli. Lasciato il cinema si è dedicata alla parapsicologia scrivendo un libro sull'argomento. Ad un suo racconto rimasto inedito si è ispirato il regista Alberto Lattuada per il film La cicala.

## Filmografia
- Vinella e Don Pezzotta, regia di Mino Guerrini (1976)
- Casa privata per le SS, regia di Bruno Mattei (1977)
- KZ9 - Lager di sterminio, regia di Bruno Mattei (1977)
- Mettetemi in galera... ma subito, regia di Natuk Baytan (1977)
- Le evase - Storie di sesso e di violenze, regia di Giovanni Brusatori (come Conrad Brueghel) (1978)
- Incontri molto ravvicinati... del quarto tipo, regia di Mario Gariazzo (1978)
- Proibito erotico, regia di Luigi Batzella (1978)
- Torino centrale del vizio, regia di Bruno Vani (1979)
- Pensione amore servizio completo, regia di Luigi Russo (1979)
- Un'ombra nell'ombra, regia di Pier Carpi (1979)
- Febbre a 40!, regia di Marius Mattei (1980)